# وودلند پارک (واشینگتن)
وودلند پارک (به انگلیسی: Woodland Park) یک منطقهٔ مسکونی در ایالات متحده آمریکا است که در واشینگتن واقع شده‌است. وودلند پارک ۷۸٫۰۳ متر بالاتر از سطح دریا قرار دارد.